# موجک بینه
موجک بینه (به لاتین: Mücəkbinə، به آواری: Мучакиб) یک منطقه مسکونی در جمهوری آذربایجان است که در شهرستان زاقاتالا واقع شده است.